# Economia do Amapá
A economia do Amapá está diretamente ligada a agricultura, pecuária, mineração, indústria e serviços. A participação do Amapá para o Produto Interno Bruto (PIB) brasileiro, em 2008, foi de 0,2%. Já para a região Norte, sua colaboração é de 4,5%.
Na mineração, o estado também possui grande potencial. A exportação de ouro, caulim e manganês para vários países do mundo, principalmente para nações asiáticas. O ouro semimanufaturado corresponde a 38% das exportações, a maior do estado, o minério de ferro a 23%, outros minérios a 6%. As exportações somam cerca de 192,4 milhões de dólares. O estado também é um grande exportador de madeira.
A pesca exerce grande participação na economia estadual. O Amapá é beneficiado pela existência de vários rios, que proporcionam a realização dessa atividade. Os principais peixes do estado são: tambaqui, tucurané, piranha, dourada, pirarucu, filhote e pirarucu. Além dos crustáceos: caranguejo, camarão-rosa e camarão-de-água-doce.
Em relação à agricultura, as principais madeiras de valor comercial encontradas são: andiroba, angelim, breu, cedro, macacaúba, maçaranduba, pau-mulato e sucupira. Também são encontrados: açaí, palmito, arroz, feijão, milho, mandioca, frutas, pimenta-do-reino e a castanha-do-pará. O Programa de Desenvolvimento Sustentável do Amapá (PDSA), garante um desenvolvimento sustentável a unidade federativa, visto que este é o estado mais preservado do Brasil.
A área de serviços, que representa 85,8% do PIB amapaense, foi e continua sendo beneficiada pelos concursos públicos realizados pelo estado e que atraem um enorme contingente de pessoas de outros estados para o Amapá. Outro fator que beneficia esta área é o comércio, que também impulsiona a economia do local. No ano de 2011, o Amapá foi o estado que mais gerou emprego no Brasil, à frente de todos os demais estados da Federação.
No que tange as importações, elas movimentam 44,5 milhões de dólares. As principais importações são os materiais eletroeletrônicos (18%), seguido de escavadoras, perfuradoras, carregadoras (16%), Caminhões dumper (11%) e outros. Os equipamentos médicos representam apenas 3% das importações.
A capital do estado, a cidade de Macapá, tem o quarto maior PIB da Região Norte. A cidade de Santana, a segunda maior cidade do estado, tem a décima nona maior economia da região. A capital está entre as 15 cidades que recebem o maior número de turistas, ela é a sexta da região, à frente de cidades como Boa Vista, Porto Velho e Palmas. Assim como as outras capitais do norte do país, tem vocação para o eco turismo.